# 費春華
費春華，上海人，前中國足球運動員，司職右翼。曾代表上海參加滬港盃。1949年來到香港，曾效力南華足球隊、光華體育會、星島體育會等球會。退役後，曾任星島預備組教練、香港足球青年隊教練。1964年亞洲盃足球賽決賽週，代替黎兆榮出任香港足球代表隊主教練，最後3戰全敗得第4名。1970年默迪卡杯時，任中華隊主教練。